# Kompozycja statyczna

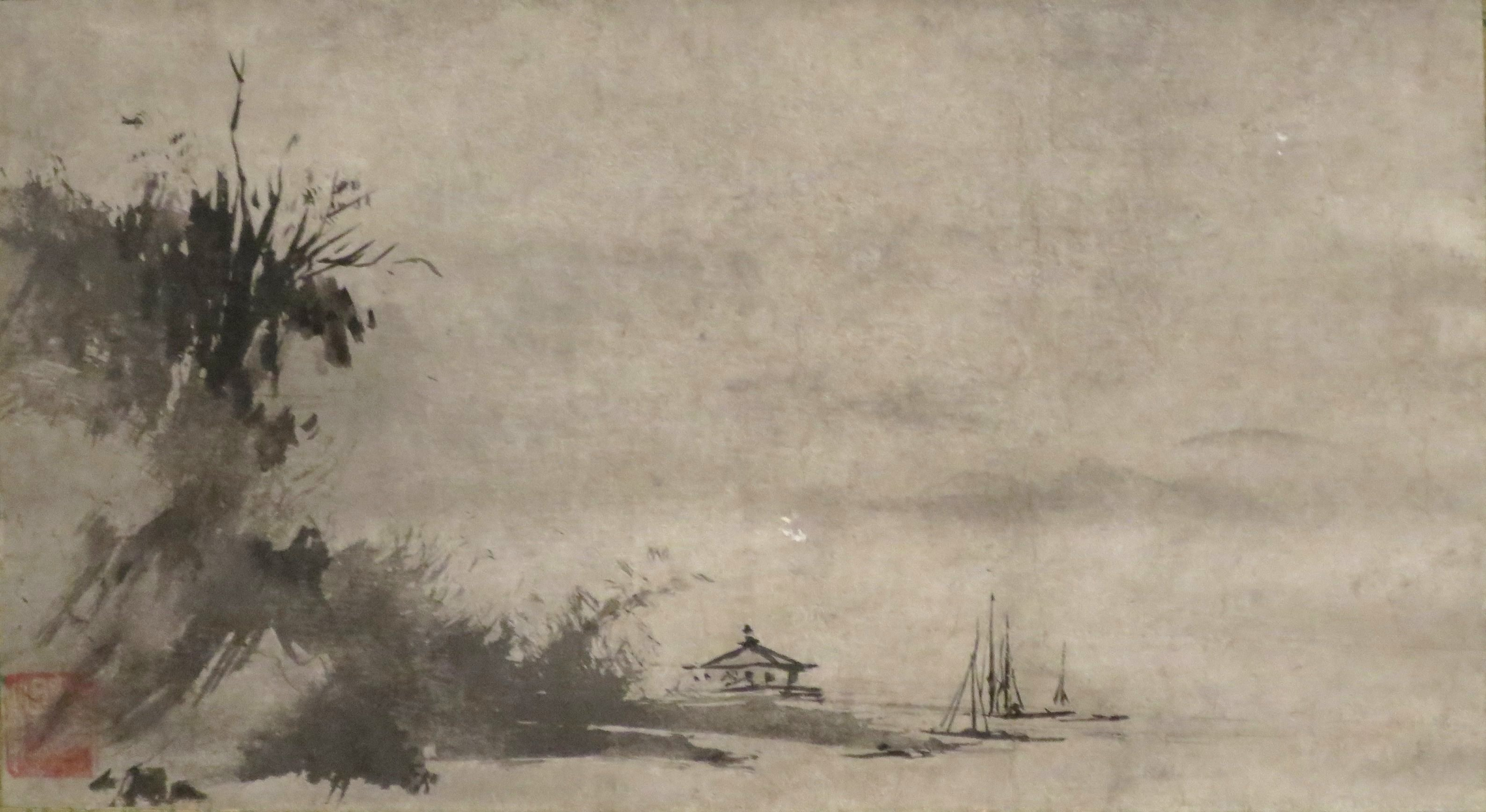
Krajobraz zen przypisywany Sesshū Tōyō, Muzeum Sztuki w Honolulu

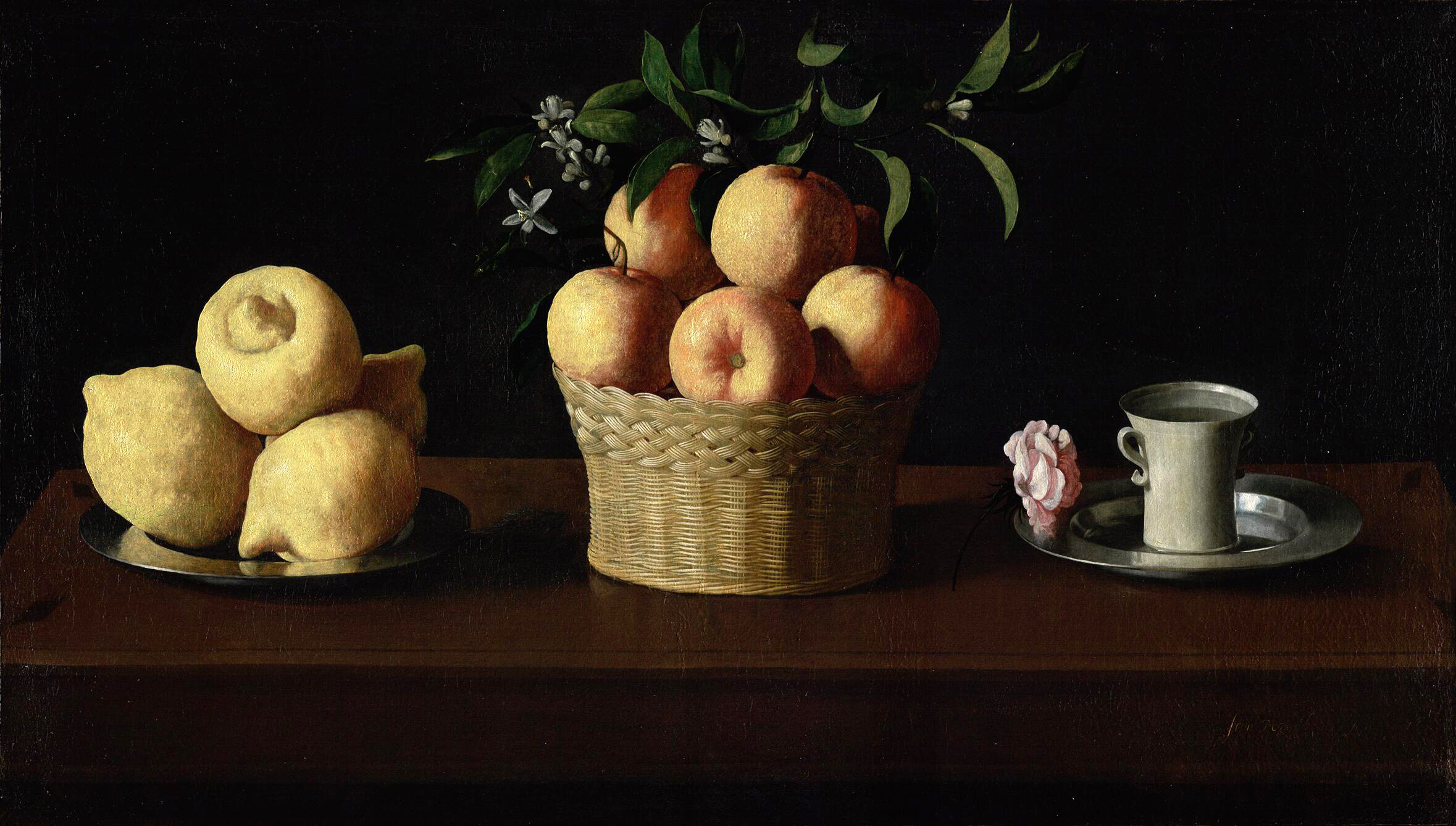
Martwa natura z cytrynami, pomarańczami i różą, Francisco de Zurbarán, 1633

Kompozycja statyczna – polega na ustawianiu elementów tak, aby sprawiały wrażenie nieruchomych.